# Dacnusa luctuosa
Dacnusa luctuosa är en stekelart som beskrevs av Papp 2007. Dacnusa luctuosa ingår i släktet Dacnusa och familjen bracksteklar. Inga underarter finns listade i Catalogue of Life.